# Vatra Amerikai Összalbán Szövetség
A Vatra Amerikai Összalbán Szövetség (albán Federata Pan-Shqiptare e Amerikës „Vatra”, vatra a. m. ’a szív’; angol The Hearth – The Pan-Albanian Federation of America) vagy röviden Vatra az amerikai albánok 1912-ben alapított, ma is működő egyesülete. Elsősorban a függetlenségét kivívó Albánia politikai és anyagi támogatásának igénye hívta életre, a Vatra vezetői és prominens képviselői – Fan Noli, Faik Konica és mások – az első és a második világháború éveiben egyaránt az óhaza érdekében munkálkodtak. Az 1950-es évektől a szervezet célkitűzései fokozatosan átfogalmazódtak, és egyre inkább az amerikai albánság kulturális egyesületévé és érdekképviseleti szervévé vált.

## Története
Az egyesületet 1912. április 28-án alapította Fan Noli és Faik Konica az amerikai egyesült államokbeli Bostonban, a korábbi Besa-Besën nevű társaság és tizenhárom kisebb amerikai albán szervezet összevonásával. Első vezetője Fan Noli lett, aki az albán ortodox egyház 1908-as megalapításával és az első albán nyelvű istentisztelet megtartásával tette nevezetessé magát. A Faik Konica által 1909-től szerkesztett Dielli (’A Nap’) című bostoni folyóirat a szövetség hivatalos lapja lett.
Története korai szakaszában a Vatra elsősorban Albánia függetlenségének támogatására szerveződött, tagjai az óhaza szolgálatába állították pénzügyi forrásaikat és politikai kapcsolataikat egyaránt. A Vatra 1913-ban képviseltette magát az új állam, Albánia jövője felett döntést hozó londoni nagyköveti konferencián, valamint a trieszti albán kongresszuson. 1918-ban felhívásukra az amerikai albánság 150 ezer dollárt gyűjtött össze, hogy az első világháborút lezáró párizsi békekonferencián részt vevő albán és Vatra-küldöttségek ne szenvedjenek hiányt az albán érdekek érvényesítése során. Az 1920-as években a Vatra Zogu-ellenességével, és a volt elnökük, Fan Noli vezette 1924-es júniusi forradalom támogatásával tűnt ki.
A második világháború éveiben, Albánia olasz, majd német megszállása után ismét az óhaza megsegítésére fordították erőforrásaikat. 1942. június 27-én Bostonban megtették az első lépést az Egységfront (albán Fronti i Bashkuar, angol United Front) megalakítására, amely egyfajta emigráns kormányként működött volna a trónfosztott király, I. Zogu, valamint Fan Noli és Faik Konica vezetésével. Céljaik elérése érdekében 1943-ban egyesítették erőiket a Kostandin Çekrezi vezette, szintén amerikai Szabad Albánia (Shqipëria e Lirë) szervezettel. Politikai kapcsolataikat mozgósítva tárgyalásokat folytattak például Cordell Hull amerikai külügyminiszterrel és Anthony Edennel, a brit Képviselőház elnökével.
Végül a Vatra és a Szabad Albánia küldötteinek – Jaçe Selenica, Refat Gurrazezi, Theodor Kotelli, Petraq Andoni, Gjergj Vulpe és Muhamet Zagari – aláírásával 1943. november 2-án megszületett a detroiti kiáltvány elnevezésű határozat első vázlata az alábbi pontokkal:
1. Az Egységfront Zogu királyt ismeri el az albán állam törvényes vezetőjének a háború időtartamára, míg a függetlenségét visszanyerő albán nép képes nem lesz népszavazás útján saját kormányt felállítani.
2. Zogu király kötelezi magát arra, hogy a népszavazás megtörténtéig nem tér vissza Albániába.
3. Amint a szövetséges csapatok felszabadítják Albániát, az emigráns kormányt átszervezik olyképpen, hogy az ország felszabadításáért küzdő valamennyi szervezet és párt képviseltetve legyen benne. Az átalakított kabinet bonyolítja le a népszavazást a lehető leghamarább, de mindenképpen a balkáni hadszíntér pacifikálódását követő egy éven belül.
4. Amennyiben az albán nép ezt megelőzően kormányt alakítana, a Zogu király vezette emigráns kormány automatikusan feloszlatottnak tekinti magát. A nemzeti kormánynak azonban továbbra is kötelessége az 1. pontban említett népszavazás lebonyolítása.[7]

A Zogut támogató, royalista Vatra elutasította a kiáltványtervezetet, s végül csaknem egy év elteltével, 1944. július 2-án születhetett meg a két szervezet közötti egyezség, amelynek eredményeként papíron létrejött az I. Zogu vezette Egységfront. Létrehozták az amerikai kormánnyal tárgyalásokat folytató Albán–Amerikai Bizottságot, hogy velük egyeztetve állhasson fel az amerikai székhelyű emigráns albán kormány. Az elképzelések szerint a kabinet tagjainak egyharmadát a száműzött uralkodó, egyharmadát az albánság republikánus erői, harmadik harmadát pedig az Albániában harcoló gerilla- és partizánszervezetek jelölték volna. Mindez azonban a realitások figyelembevételét messzemenően mellőző elmélet maradt: nem csupán az anyaországban harcoló kommunista és nacionalista pártok nem vettek tudomást az emigráns kormányról, de maga Zogu is elutasította az Egységfrontban való részvételt. Időközben, 1944. május 24-én a kommunisták által szervezett përmeti kongresszuson ráadásul már megalakult Albánia ideiglenes demokratikus kormánya.
Az 1950-es évektől a Vatra tevékenységének hangsúlyai áthelyeződtek az amerikai albánság érdekvédelmére, az albán kultúra ápolására, s története csúcspontján a szervezetnek hetven amerikai városban volt fiókszervezete. Az egyesület ma is működik, székhelye Bronxban van.